# 华盛顿哥伦比亚特区历史学会
华盛顿哥伦比亚特区历史学会（Historical Society of Washington, D.C.，名为哥伦比亚历史协会（The Columbia Historical Society）直到1988年），是一个教育基金会和博物馆，致力保存和展示华盛顿哥伦比亚特区的历史。学会提供讲座，展览，课程，社区活动和其他教育计划，作为其使命的一部分。此外，学会的基普林格研究图书馆收藏关于该市历史的书籍，地图，照片等材料。
学会位于华盛顿特区弗农山广场中心的一座由安德鲁·卡内基资助，建于1903年的布杂艺术建筑内，现称为Apple卡内基图书馆。这是他的许多卡内基图书馆之一，最初是作哥伦比亚特区公共图书馆总馆，由于人流量日益增加而另寻他处。这座前图书馆大楼于周一至周日上午10点至下午5点对公众开放。 欢迎参观者参观当前展览并使用学会的图书馆。

### 现状
2017年，历史学会搬到一个临时地点，以促进卡内基图书馆大楼的翻新。 这座经过翻新的建筑于2019年5月11日重新开放。历史学会现在与苹果商店共享该建筑中的空间。

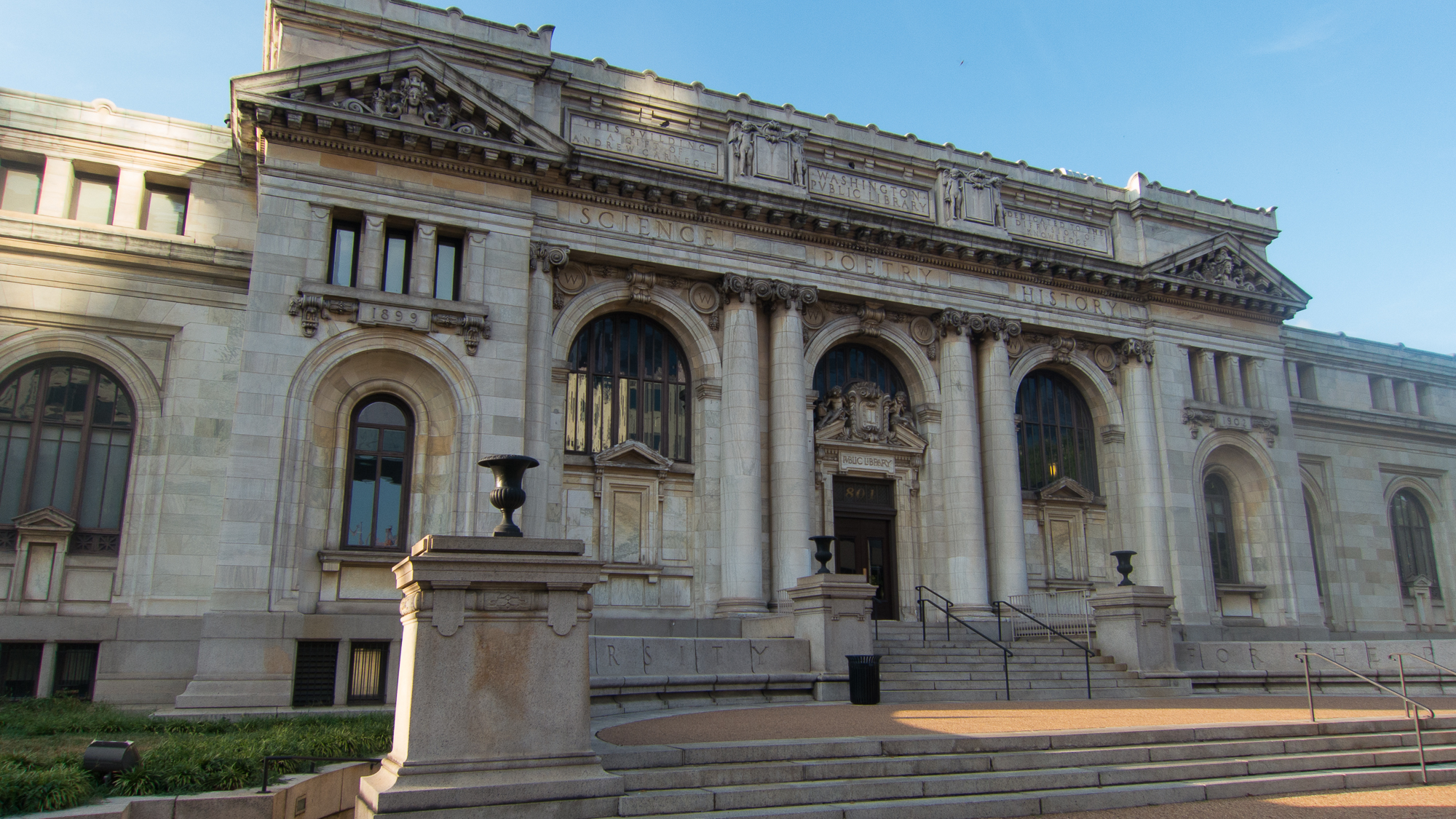
中央公共图书馆，华盛顿哥伦比亚特区历史学会位于此处，2012年。